# 托萊多 (烏拉圭)
托萊多（西班牙語：Toledo）是一個位於烏拉圭卡內洛內斯省的小城市。
34°44′32″S 56°5′54″W / 34.74222°S 56.09833°W